# Comfort Clinton
Comfort Clinton ist eine in Los Angeles geborene US-amerikanische Schauspielerin.

## Biografie
Comfort Clinton studierte von 2008 bis 2012 an der University of Chicago und erwarb den Bachelor of Arts. Comfort spricht neben Englisch auch fließend Französisch.
Seit 2013 ist sie in diversen Produktionen aufgetreten. Ihre bisher größte Rolle hatte Clinton in der Fernsehserie Billions mit 7 Episoden zwischen 2017 und 2023.
Sie gewann Titel als Best Feature am Fort Myers Film Festival und Best Comedic Feature" am Gardens State Film Festival.
Clinton lebt in Los Angeles.

## Filmografie
- 2016: Law & Order: Special Victims Unit (Fernsehserie, 1 Episode)
- 2016: Good Bones
- 2017–2023: Billions (Fernsehserie, 7 Episoden)
- 2017: The Good Fight
- 2017: Can Hitler Happen Here?
- 2018: Elementary (Fernsehserie, 2 Episoden)
- 2018: Instinct
- 2018: Paint
- 2019: Scarefest
- 2019: The Good Fight (Fernsehserie, 1 Episoden)
- 2020: Paint
- 2023: White House Plumbers
- 2023: Up Here
- 2024: FBI (Fernsehserie, 1 Episode)